# Piazza Boris Nemcov
La Piazza Boris Nemcov (in ceco: Náměstí Borise Němcova), nota fino al 27 febbraio 2020 come Náměstí Pod kaštany, è una piazza di Praga, situata nella zona di Bubeneč del Distretto Municipale di Praga 6, sulla quale si affaccia l'ambasciata della Federazione russa nella Repubblica Ceca.

## Nome originale
In origine la strada che dalla porta di Písek portava alla riserva di caccia reale e al palazzo estivo del governatore era un viale alberato di tigli, che poi furono sostituiti man mano con dei castagni nel diciottesimo e nel diciannovesimo secolo. La strada venne rinominata "Královská" nel 1901, prese il nome di Ulice Pod kaštany nel 1925 e la piccola piazza alla fine della strada fu rinominata Náměstí Pod kaštany ("Piazza sotto i castagni").
La villa di Friedrich Petschek, al 19/1 della Náměstí Pod kaštany, fu progettata dall'architetto Max Spielmann e costruita dall'architetto Matěj Blecha tra il 1927 e il 1930 per Bedřich (Friedrich) Petschek, che poi la vendette al banchiere Jiří (Georg) Popper. Dal 1945 al 1991 la villa ospitò l'ambasciata dell'Unione Sovietica, quindi dal 1991 è la sede dell'ambasciata della Federazione russa a Praga.

## Reintitolazione
A partire dal 2016, nacque una petizione che chiedeva di rinominare la piazza in Piazza Boris Nemcov, in onore del politico dell'opposizione liberale russa che era stato ucciso a colpi di arma da fuoco nel centro di Mosca il 27 febbraio 2015.
Gli autori della petizione dissero, tra le altre cose: "È giusto che la nostra repubblica e la sua capitale portino rispetto a Boris Nemcov e onorino la sua memoria. E che è giusto ricordare costantemente all'odierno regime di Putin che noi siamo ancora intenzionati a promuovere la libertà, la democrazia e i diritti umani nel mondo - e anche in Russia." La petizione raggiunse approssimativamente le 4600 firme nel 2020.

### Realizzazione

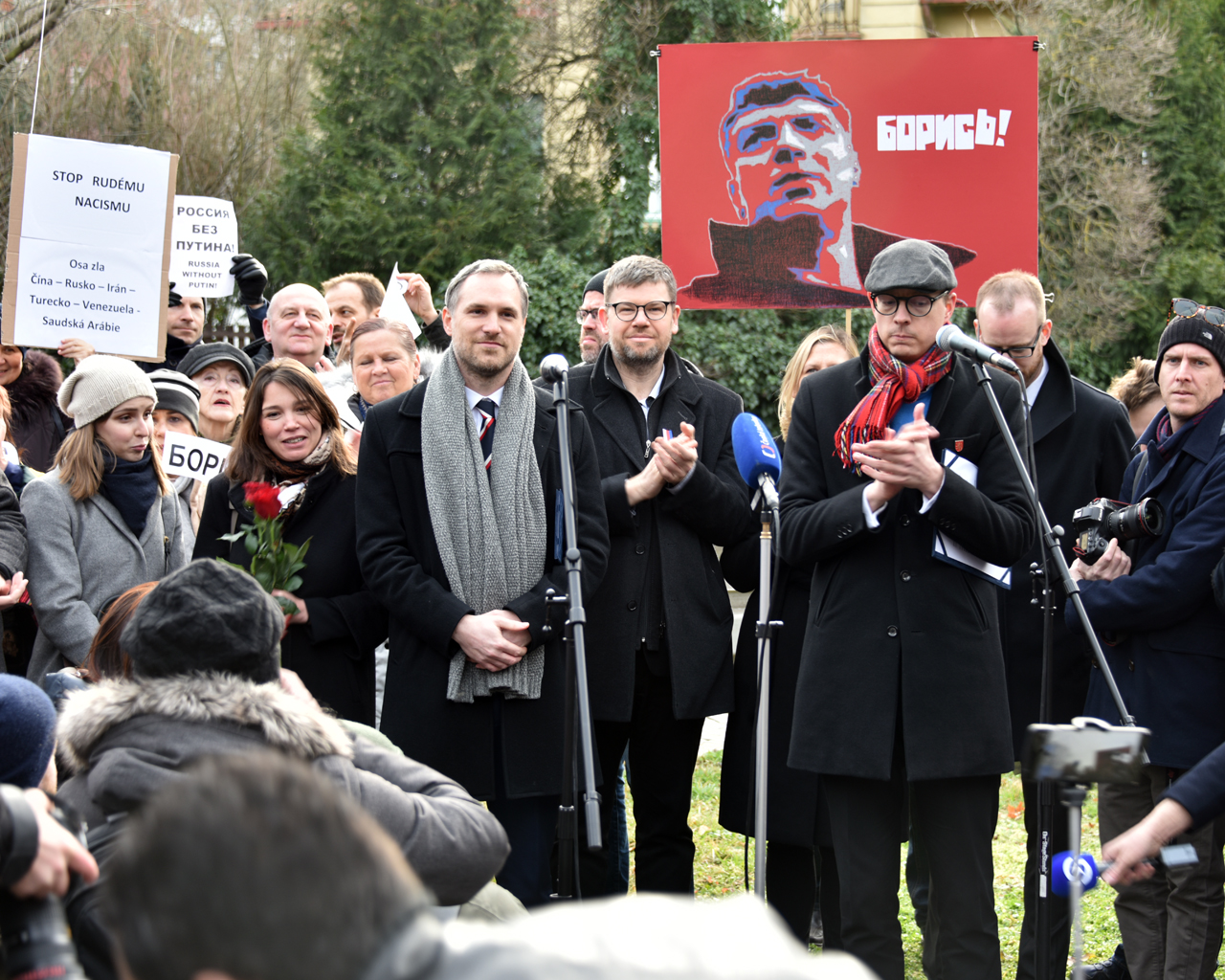
La cerimonia di reintitolazione della piazza il 27 febbraio 2020.

Sulla base della petizione presentata nel 2020, una proposta per rinominare il luogo in Piazza Boris Nemcov fu approvata dal consiglio cittadino di Praga e dall'assemblea cittadina praghese.
La piazza venne ribattezzata il 27 febbraio, cinque anni dopo l'assassinio di Nemcov. Anche la figlia di Boris Nemcov, Žanna, partecipò alla cerimonia di reintitolazione. Il presidente ceco filorusso Miloš Zeman vide in ciò una "provocazione non necessaria", mentre l'ex-ambasciatore in Russia e in Ucraina, Jaroslav Bašta, definì la decisione di Praga un atto di russofobia, e il cambiamento causò inoltre dello scalpore tra i gruppi filoputiani sui media sociali.
Oltre a Boris Efimovič Nemcov, si decise di ricordare nell'odonimia praghese anche un'altra personalità russa di spicco: Anna Stepanovna Politkovskaja, una giornalista del giornale di opposizione Novaja Gazeta che si occupò, tra l'altro, di documentare l'intervento militare russo in Cecenia e che fu assassinata nel 2006. A lei venne dedicata una passeggiata situata lì vicino, la Promenáda Anny Politkovské, sempre il 27 febbraio.

### Reazione della Russia
Secondo l'agenzia di notizie russa TASS, il portavoce del presidente russo Dmitrij Peskov disse che, oltre a onorare la memoria di Boris Nemcov, Praga dovrebbe anche ricordare i soldati sovietici che sono morti durante la liberazione della Cechia dai fascisti, ignorando che la Repubblica Ceca si prenda cura di 4224 lapidi di guerra, memoriali o monumenti ai soldati sovietici caduti. Anche la portavoce diplomatica russa Marija Zacharova fece un commento, affermando che "la dichiarazione delle autorità di Praga è una sciocchezza, e non ci si potrebbe aspettare qualcosa di più assurdo."
L'ambasciata russa cambiò il suo indirizzo postale al numero 34 della ulice Korunovační (lo stesso tratto che dal 2022 si chiama "Via degli Eroi ucraini") pochi mesi dopo che la piazza venne ribattezzata nel 2020. Questo indirizzo si trova a 400 metri di distanza, vicino al secondo edificio dell'ambasciata, che ospita la sua sezione consolare.
Nell'aprile del 2020, il sindaco di Praga, Zdeněk Hřib, ricevette la protezione della polizia pochi giorni dopo che un resoconto notiziario insinuò che egli fosse l'obiettivo di un tentativo di assassinio.

### Reazioni internazionali
Il sito indipendente Free Russia scrisse in anticipo sull'avvenimento venturo il 7 febbraio, Voice of America il 9 febbraio ed Expats.cz il 10 febbraio. La rinominazione della piazza in onore del politico russo assassinato provocò una copertura internazionale, e anche The Guardian riportò in anticipo il grande significato simbolico del gesto l'11 febbraio.
Anche Reuters, CNN e BBC World Service, Radio Free Europe e il quotidiano indipendente The Moscow Times parlarono della Piazza Boris Nemcov a Praga. Nastojaščee Vremja riportò un servizio con immagini e un discorso del sindaco di Praga Zdeněk Hřib e di Žanna Nemcova.

## Storia successiva

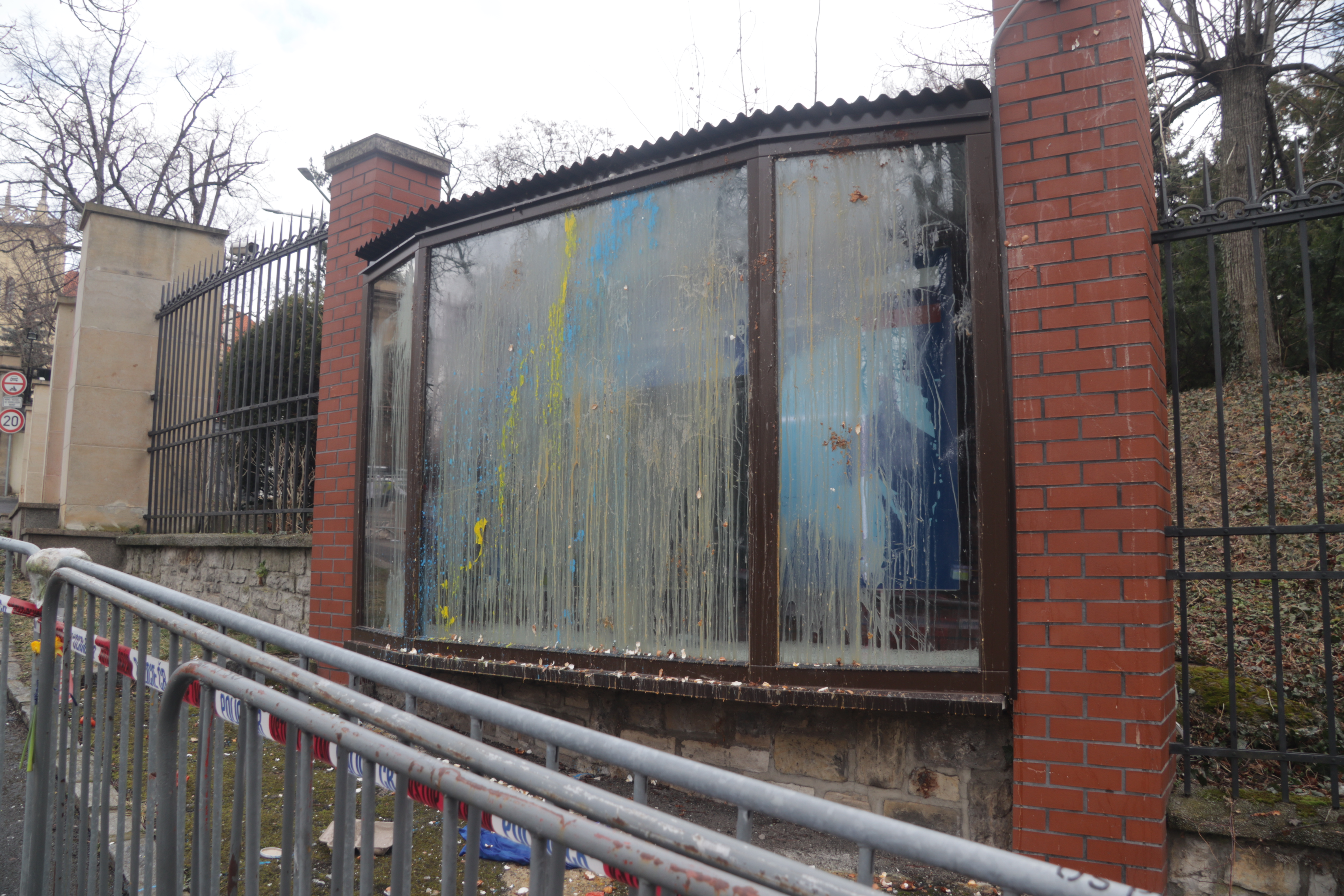
Una delle strutture che si affacciano sulla piazza dopo essere stata imbrattata in una manifestazione contro l'invasione russa dell'Ucraina.

Nel 2022, dopo che la Russia invase l'Ucraina in quella che il presidente russo Vladimir Putin definì "un'operazione militare speciale", la piazza divenne un luogo dove si svolsero delle manifestazioni contro la guerra, al pari di altre vie o piazze situate nei pressi delle ambasciate della Russia in altre nazioni del mondo. Per esempio, il 26 febbraio 2022, due giorni dopo l'inizio del conflitto, l'accesso a uno degli edifici dell'ambasciata russa fu imbrattato con della vernice gialla e blu (ossia i colori della bandiera ucraina).